# Úrsula Corberó
Úrsula Corberó Delgado (n. 11 august 1989, Sant Pere de Vilamajor⁠(d), Catalonia, Spania) este o actriță spaniolă. Este cunoscută mai ales pentru rolurile sale din seriale de televiziune: Ruth Gómez în Física o química (2008-2011) și Tokyo în La casa de papel (2017-2021).

## Biografie
Úrsula Corberó Delgado s-a născut în Barcelona, Spania, la 11 august 1989. Este fiica lui Pedro Corberó, un tâmplar, și a lui Esther Delgado, un comerciant. Are o soră mai mare pe nume Monica.

## Carieră
Corberó și-a făcut debutul ca María în serialul TV Mirall Trencat în 2002. A apărut ca Sarah în serialul Ventdelplà în 2005-06, iar în serialul Cuenta átras în 2007. În 2008, a jucat rolul Manuela Portillo în serial. El Internado și a început să lucreze pentru canalul spaniol, Antena 3, în serialul TV Física o química până în 2010. Personajul ei, Ruth Gómez, suferea de bulimie. Serialul a atras multe controverse, dar Corberó a fost lăudată pentru performanța ei remarcabilă.
Actrița a apărut în mai multe filme, inclusiv în filmul de groază XP3D, în comedia Quien Mato a Bambi? și Off Course (Perdiendo el Norte), alături de actorii Blanca Suárez și Yon González. Filmul Cómo sobrevivir a una despedida este primul ei rol principal și a confirmat că este una dintre cele mai bune actrițe de comedie din Spania.
În 2017 a jucat în serialul TV La Casa de Papel, în rolul lui Silene Oliveira "Tokyo", unde a câștigat faima internațională. Serialul a fost difuzat inițial pe canalul spaniol Antena 3, iar anul următor a fost disponibil la nivel internațional de Netflix. A fost nominalizată pentru Premiul pentru cea mai bună actriță într-un serial TV la Premiile Feroze și în 2018 a câștigat premiul Iris spaniol pentru cea mai bună actriță.
Mai târziu în acel an, ea a jucat primul ei rol dramatic în filmul lui Julio Medem El Árbol de la Sángre. Ea a întruchipat rolul Rebeca, o femeie misterioasă care, împreună cu soțul ei, descoperă secrete despre familia ei.
În 2018, i s-a acordat primul ei rol în limba engleză în serialul american polițist Snatch. Ea a jucat alături de actorii Rupert Grint și Luke Pasqualino.
În 2019, ea a apărut ca ea însăși (Úrsula Corberó) în sitcom-ul spaniol Paquita Salas.
În 2020, a jucat în videoclipul pentru Un Día (One Day), o melodie de J Balvin, Dua Lipa, Bad Bunny și Tainy.
La sfârșitul anului 2019, Corberó a fost anunțat ca The Baroness în Snake Eyes, un spin-off de la G.I. franciza Joe, făcându-și debutul la Hollywood. Filmul este regizat de Robert Schwentke și îi are în distribuție pe actorii Henry Golding, Andrew Koji și Samara Weaving. Lansat pe 23 iulie 2021 în Dolby Cinema și IMAX. A devenit disponibil pentru a fi difuzat pe Paramount+ la 45 de zile după debutul său în teatru.
În aprilie 2022, Corberó s-a alăturat distribuției viitorului film de acțiune Netflix Lift, cu Gugu Mbatha-Raw, Kevin Hart, Vincent D'Onofrio și Paul Anderson, printre alții. Filmul este regizat de F. Gary Gray și produs de Matt Reeves.

## Viața personală
În 2009, Corberó s-a întâlnit cu actorul Israel Rodríguez timp de doi ani. În 2011, sa întâlnit cu jucătorul de tenis Feliciano López timp de cinci luni. Începând din 2013, a fost într-o relație cu modelul și actorul Andrés Velencoso, până în 2015.
Din 2016, are o relație cu actorul spaniol Miguel Herrán, pe care l-a cunoscut în serialul de televiziune La casa de papel. Din 2022 locuiesc împreună la Madrid.